# Shiraoi
Shiraoi (白老町, Shiraoi-chō) est un bourg du district de Shiraoi, situé dans la sous-préfecture d'Iburi, sur l'île de Hokkaidō, au Japon.

## Toponyme
En langue autochtone aïnoue, le toponyme signifie « lieu (i) où se trouvent beaucoup (o) de taons (siraw) ».

## Géographie

### Situation
Shiraoi est situé dans le sud-ouest de l'île de Hokkaidō, au bord de l'océan Pacifique. Une grande partie du territoire municipal qui se situe à proximité du parc national de Shikotsu-Tōya est constituée de forêts.

### Municipalités limitrophes
| Date        | Chitose         | Tomakomai       |
| Sōbetsu     | Shiraoi         | Tomakomai       |
| Noboribetsu | océan Pacifique | océan Pacifique |

### Démographie
En août 2024, la population du bourg de Shiraoi était de 15 208 habitants répartis sur une superficie de 425,63 km2.

### Hydrographie
Le lac Kuttara se trouve dans le sud-ouest du territoire de Shiraoi.

### Toponymie
le mont Horohoro se trouve dans le nord-ouest du territoire de Shiraoi.

## Histoire
Le bourg de Shiraoi a été créé en 1867 par le daimyō du domaine de Sendai. 

## Culture locale et patrimoine
En 2020, le musée et parc national aïnou Upopoy ouvre à Shiraoi, ce qui constitue un pas important dans la reconnaissance officielle mais aussi populaire de la culture aïnoue.

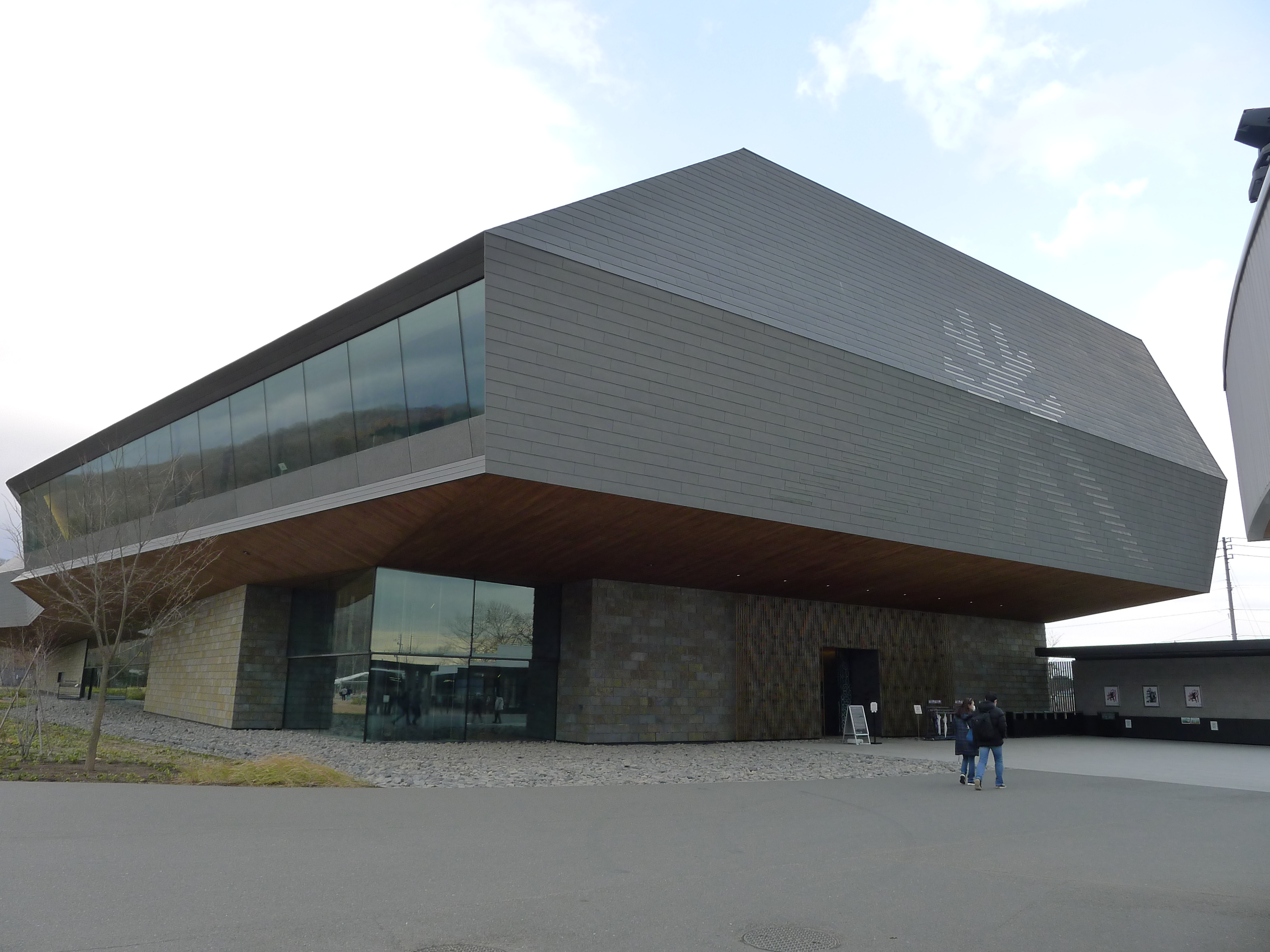
Musée national aïnou (National Ainu Museum) dans le.

## Transports
Shiraoi est desservie par la ligne principale Muroran de la JR Hokkaido. La gare de Shiraoi est la principale gare du bourg.

## Jumelages
- Quesnel (Canada)
- Sendai (Japon)